# Johannes van Aiello
Johannes van Aiello ( -  Catania, 4 februari 1169) was bisschop van Catania (1167-1169) tot zijn dood. Hij leefde onder het Normandisch bestuur van het koninkrijk Sicilië ten tijde van koning Willem I en vervolgens zijn minderjarige zoon Willem II.

## Levensloop
Zijn broer was Matteo van Aiello, de invloedrijke hoofdklerk op de kanselarij van Sicilië. Johannes sloot zich aan bij de hoffractie geleid door zijn broer. Zij ageerden tegen de invloed van de entourage van regentes-weduwe Margaratha van Navarra die regeerde voor haar minderjarige zoon Willem II. Kanselier Etienne du Perche en zegelhouder Peter van Blois behoorden tot de fractie rond de regentes.
In 1167 was de bisschopstroon van Catania vrij. Het ging om een Latijns bisdom dat Rogier I van Sicilië zowat een eeuw tevoren had geïnstalleerd nadat de Normandiërs het emiraat Sicilië verslagen hadden. De kathedraal Sint-Agatha was af en had de relieken van Agatha van Catania ontvangen. De twee kandidaten waren Johannes van Aiello en Peter van Blois. Door maneuvers van Matteo van Aiello ging de keuze van paus Alexander III naar diens broer Johannes (1167). Johannes werd tot bisschop gewijd in 1168. 
In 1169 vond er een aardbeving plaats op Sicilië die de streek rond Catania trof. Johannes bevond zich op dat moment in de kathedraal. Hij stierf ten gevolge van de instorting ervan (1169). Peter van Blois zag er een goddelijke straffende hand in. Peter van Blois vluchtte datzelfde jaar nog uit Sicilië.